# 천공의 벌 (영화)
천공의 벌(天空の蜂, The Big Bee)은 일본에서 제작된 츠츠미 유키히코 감독의 2015년 스릴러 영화이다. 에구치 요스케 등이 주연으로 출연하였다.

## 출연

### 주연
- 에구치 요스케
- 모토키 마사히로
- 나카마 유키에

### 조연
- 아야노 고
- 에모토 아키라
- 쿠니무라 준
- 이시바시 렌지
- 다케나카 나오토
- 무카이 오사무
- 사토 지로
- 미츠이시 켄
- 오치아이 모토키
- 야베 쿄스케
- 테즈카 토루
- 나가세 타스쿠
- 이시바시 케이

## 제작진
- 원작자: 히가시노 게이고